# Loes Gunnewijk
Loes Gunnewijk, née le 27 novembre 1980 à Groenlo, est une coureuse cycliste néerlandaise, professionnelle de 2002 à 2015. Elle a notamment été championne du monde universitaire et championne des Pays-Bas du contre-la-montre en 2006. Elle prend sa retraite en juin 2015 après les championnats des Pays-Bas sur route. Elle devient en 2019 entraîneuse nationale de l'équipe des Pays-Bas féminine de cyclisme sur route.

## Palmarès
- 2002
  - Circuit de Borsele
  - 2e du championnat des Pays-Bas du contre-la-montre
- 2003
  - 9e étape du Tour d'Italie
  - 2e du GP Boekel
  - 2e du Ster Zeeuwsche Eilanden
- 2004
  - 3e étape du GP Boekel
  - GP Boekel
  - 3ea étape du Ster Zeeuwsche Eilanden
  - 2e du Ster Zeeuwsche Eilanden
  - 2e du championnat des Pays-Bas du contre-la-montre
- 2005
  - 1re et 3e étapes du GP Boekel
  - GP Boekel
  - 4e étape du Tour de l'Aude cycliste féminin
  - 2e du Ster Zeeuwsche Eilanden
  - 2e du championnat des Pays-Bas du contre-la-montre
- 2006
  -  Champion du monde universitaire du contre-la-montre
  -  Championne des Pays-Bas du contre-la-montre
  - 1re étape (contre-la-montre par équipes) et 3e étape du Tour de l'Aude cycliste féminin
  - 4eb étape de la Route de France féminine (contre-la-montre par équipes)
  - 2e étape de l'Euregio Ladies Tour
  - 2e de l'Euregio Ladies Tour
  - 2e de L'Heure D'Or Féminine
  - 3e du Tour des Flandres féminin
- 2007
  - 1re étape de l'Emakumeen Bira (contre-la-montre par équipes)
- 2008
  - 2e étape du Tour de l'Aude cycliste féminin (contre-la-montre par équipes)
  - 2e du Chrono champenois
  - 3e du championnat des Pays-Bas du contre-la-montre
- 2009
  - 2e de l'Univé Tour de Drenthe
  - 6e du Trofeo Alfredo Binda-Comune di Cittiglio
  - 7e de la Coupe du monde
  - 9e du Tour des Flandres féminin
  - 9e de la Flèche wallonne
- 2010
  -  Championne des Pays-Bas sur route
  - Univé Tour de Drenthe (Cdm)
- 2011
  - 3e étape du Profile Ladies Tour
  - 2e du Energiewacht Tour
  - 2e de la Finale Lotto Cycling Cup
- 2012
  - Circuit Het Nieuwsblad féminin
  -  Médaillée d'argent au championnat du monde du contre-la-montre par équipes
  - 2e de l'Open de Suède Vårgårda Time Trial (contre-la-montre par équipes)
  - 3e du Tour féminin en Limousin
  - 7e du Tour des Flandres féminin (Cdm)
  - 9e du Tour de Drenthe (Cdm)
- 2013
  - 2e du championnat des Pays-Bas du contre-la-montre
  - 2e de l'Energiewacht Tour
  - 2e du Circuit de Borsele
  -  Médaillée de bronze au championnat du monde du contre-la-montre par équipes
  - 8e du Tour des Flandres (Cdm)
  - 9e de l'Open de Suède Vårgårda (Cdm)
- 2014
  - Santos Women's Tour :
    - Classement général
    - 1re étape

## Classements mondiaux
| Année                                 | 2009 | 2010 | 2011 | 2012 | 2013 | 2014 | 2015 |
| ------------------------------------- | ---- | ---- | ---- | ---- | ---- | ---- | ---- |
| Classement UCI                        | 22e  | 33e  | 36e  | 48e  | 34e  | 119e | 467e |
| Coupe du monde                        | 7e   | nc   | nc   | nc   | nc   | nc   | nc   |
|                                       |      |      |      |      |      |      |      |
| Légende : nc = non classéSource : UCI |      |      |      |      |      |      |      |